# حمد الماجد
حمد بن عبد الله الماجد، هو عضو مؤسس للجمعية الوطنية لحقوق الإنسان في السعودية ونائب سابق لرئيس هذه الجمعية وأستاذ التربية بجامعة الإمام محمد بن سعود الإسلامية، وعضو مجلس إدارة ما يُعرف باسم مركز الملك عبدالله بن عبدالعزيز العالمي للحوار بين أتباع الأديان والثقافات، وكاتب أسبوعي في صحيفة الشرق الأوسط التي تصدر في لندن.
سبق أن عمل مديرا عاما للمركز الإسلامي في لندن، حصل على الماجستير في التربية من جامعة كاليفورنيا الحكومية في مدينة فريسنو في الولايات المتحدة، كما نال شهادة الدكتوراه من جامعة هل في المملكة المتحدة، أما خدماته التطوعية الأخرى فهي: رئيس مجلس أمناء مركز التراث الإسلامي البريطاني في مدينة مانشستر، ورئيس مجلس أمناء هيئة المدارس الإسلامية في مانشستر في بريطانيا وعضو في مجلس أمناء «المركز العالمي لنصرة النبي محمد».
معروف عن الماجد طرحه الإسلامي المعتدل ونقده الساخر لعدد من المظاهر على المسرح الثقافي والسياسي والاجتماعي،[بحاجة لمصدر] وقد أكسبه طول مكثه في الولايات المتحدة للدراسة، وبريطانيا للعمل تجربة ثرية بدت جلية على نتاجه الفكري والمعرف، الدكتور حمد الماجد من مواليد مدينة الرياض، وعائلتة آل ماجد من قبيلة بني تميم وتنتمي أسرته آل ماجد إلى مدينة ثادق عاصمة محافظة ثادق والمحمل حوالي 130 كم شمال العاصمة السعودية الرياض.

## وصلات خارجية
- لقاء مع الدكتور حمد الماجد في قناة العربية